# آماده‌سازی سنگواره

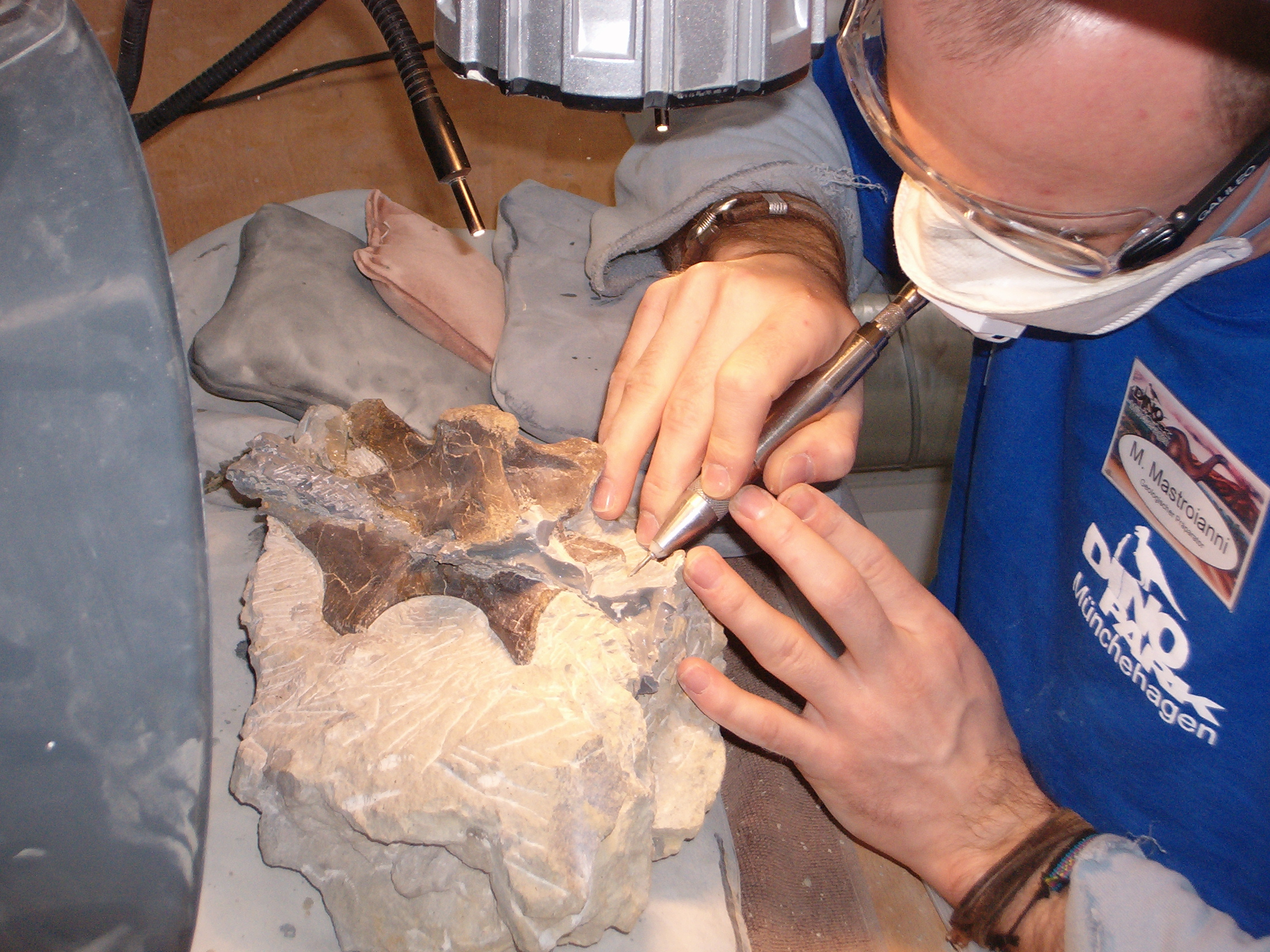
مهره‌های Europasaurus از خمیره سنگ جدا می‌شوند

آماده‌سازی سنگواره (به انگلیسی: Fossil preparation) عمل آماده‌سازی نمونه‌های سنگواره برای استفاده در پژوهش‌های دیرین‌شناسی یا نمایشگاهی است و شامل برداشتن خمیره سنگی پیرامون و تمیز کردن فسیل است.

### خیساندن اسیدی
خیساندن اسیدی تکنیکی برای استخراج ریزسنگواره‌های آلی از خمیره سنگ پیرامونی با استفاده از اسید است. اسید هیدروکلریک یا اسید استیک ممکن است برای استخراج فسیل‌های فسفاته، مانند فسیل‌های پوسته‌ای کوچک، از خمیره کربنات استفاده شود. هیدروفلوئوریک اسید همچنین در خیساندن اسید برای استخراج فسیل‌های آلی از سنگ‌های سیلیکات استفاده می‌شود. سنگ فسیلی ممکن است مستقیماً در اسید غوطه‌ور شود، یا یک فیلم نیترات سلولز (محلول در آمیل استات) اعمال شود که به جزء آلی می‌چسبد و اجازه می‌دهد که سنگ پیرامون آن حل شود.